# NGC 6147
NGC 6147 في الفهرس العام الجديد، هي مجرة، تقع في كوكبة الجاثي. اكتشفت في 26 مايو 1849 بواسطة ويليام بارسونز.

## روابط خارجية
- NGC 6147 على موقع ويكي سكاي: DSS2, SDSS, GALEX, IRAS, Hydrogen α, X-Ray, Astrophoto, Sky Map, Articles and images